# مجموعة نار النجوم الضوئية

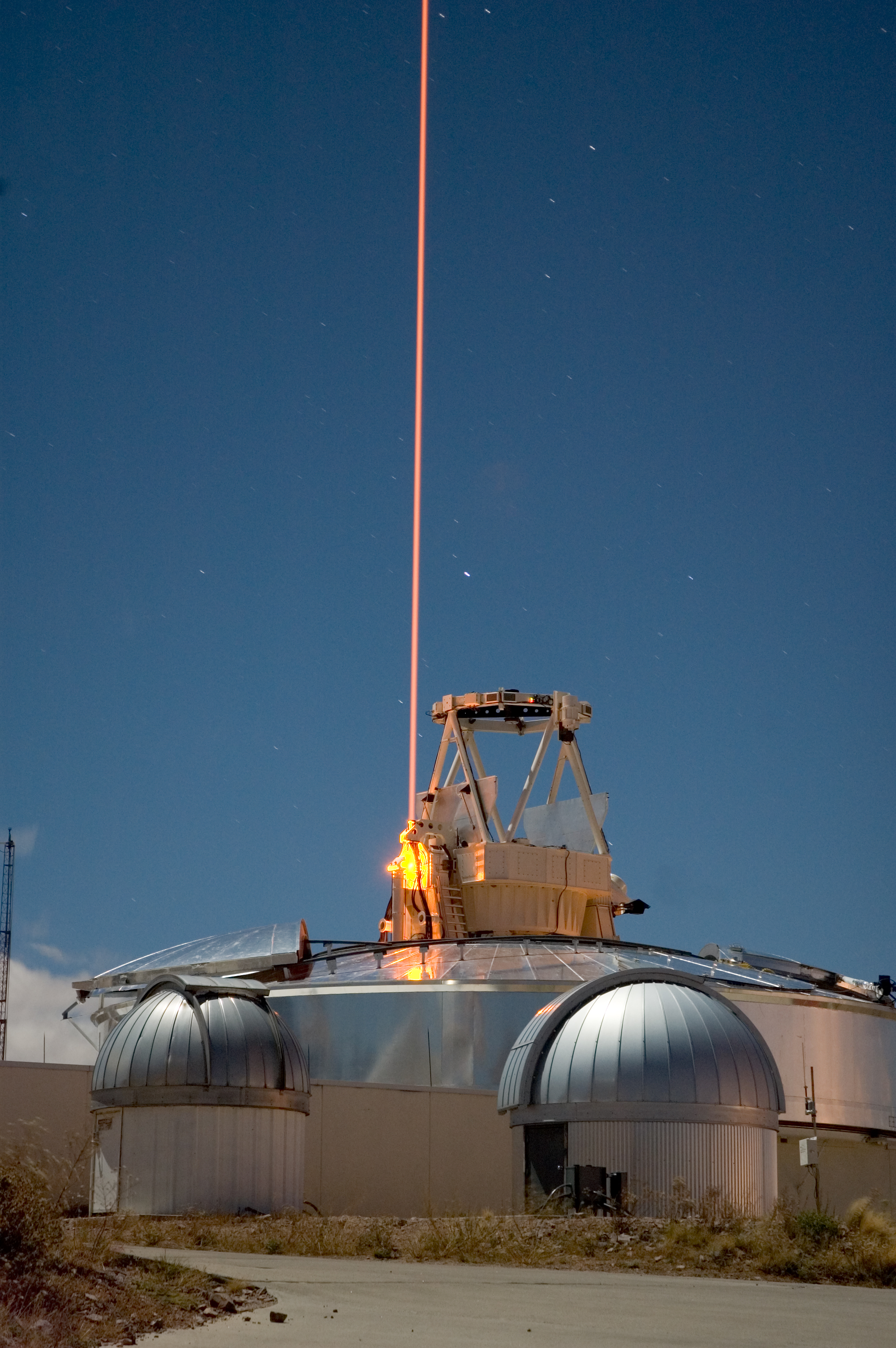
مصدر إضافة التردد من الإشعاع الضوئي

مجموعة نار النجوم الضوئية هو عبارة عن مختبر أبحاث تابع لقوات سلاح الجو الأمريكي في قاعدة كيرتلاند الجوية في ألباكركي - نيو مكسيكو. واجبها الأساسي وفقا للموقع الرسمي هو «تطوير وإثبات تقنيات التحكم في مواجهة الموجة الضوئية». المجموعة عبارة عن منشأة مختبر آمن وهي قسم من إدارة الطاقة الموجهة لمختبر أبحاث القوات الجوية والدفاع.

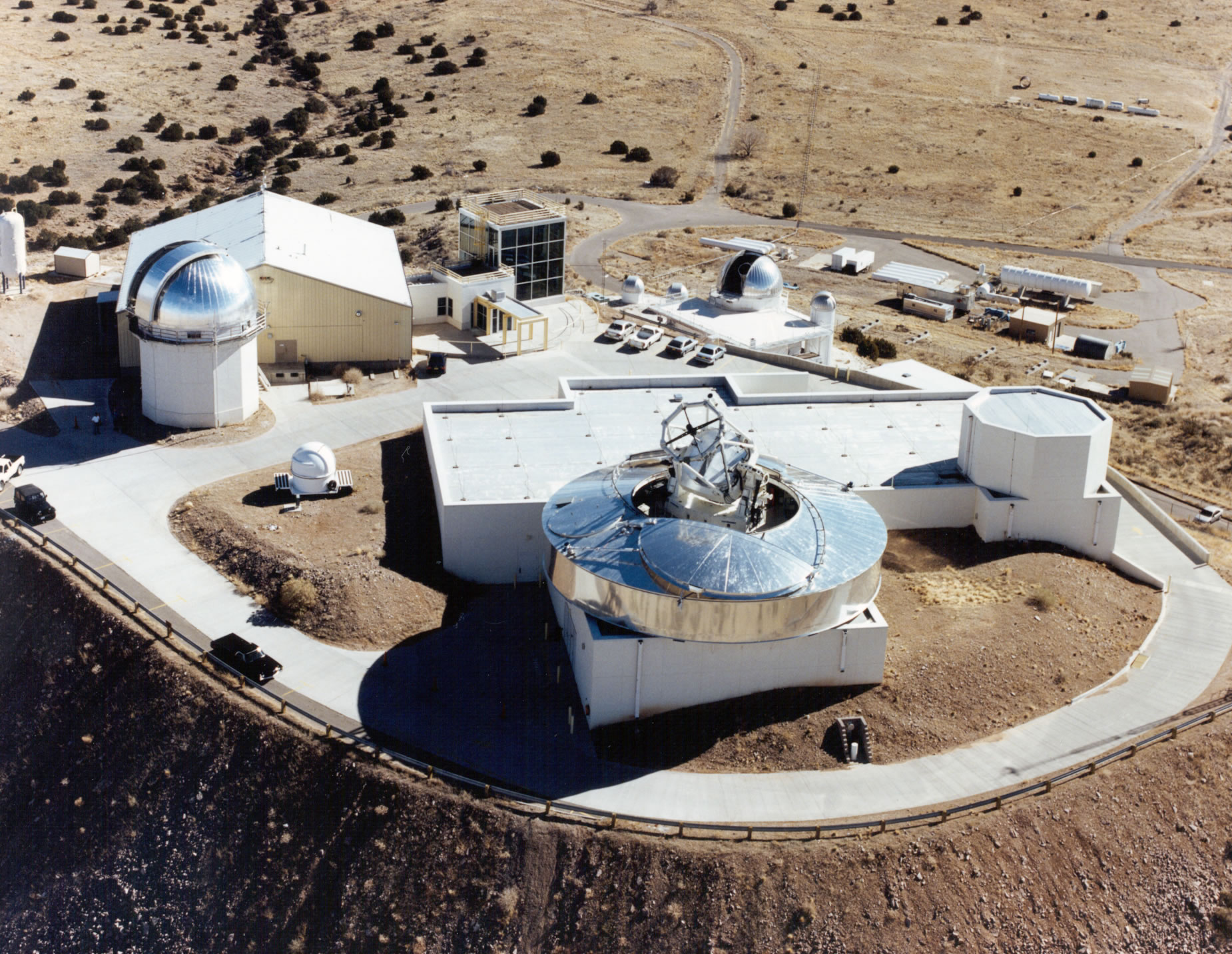
مجموعة نار النجوم الضوئية كما ينظر إليها من طائرة هليكوبتر

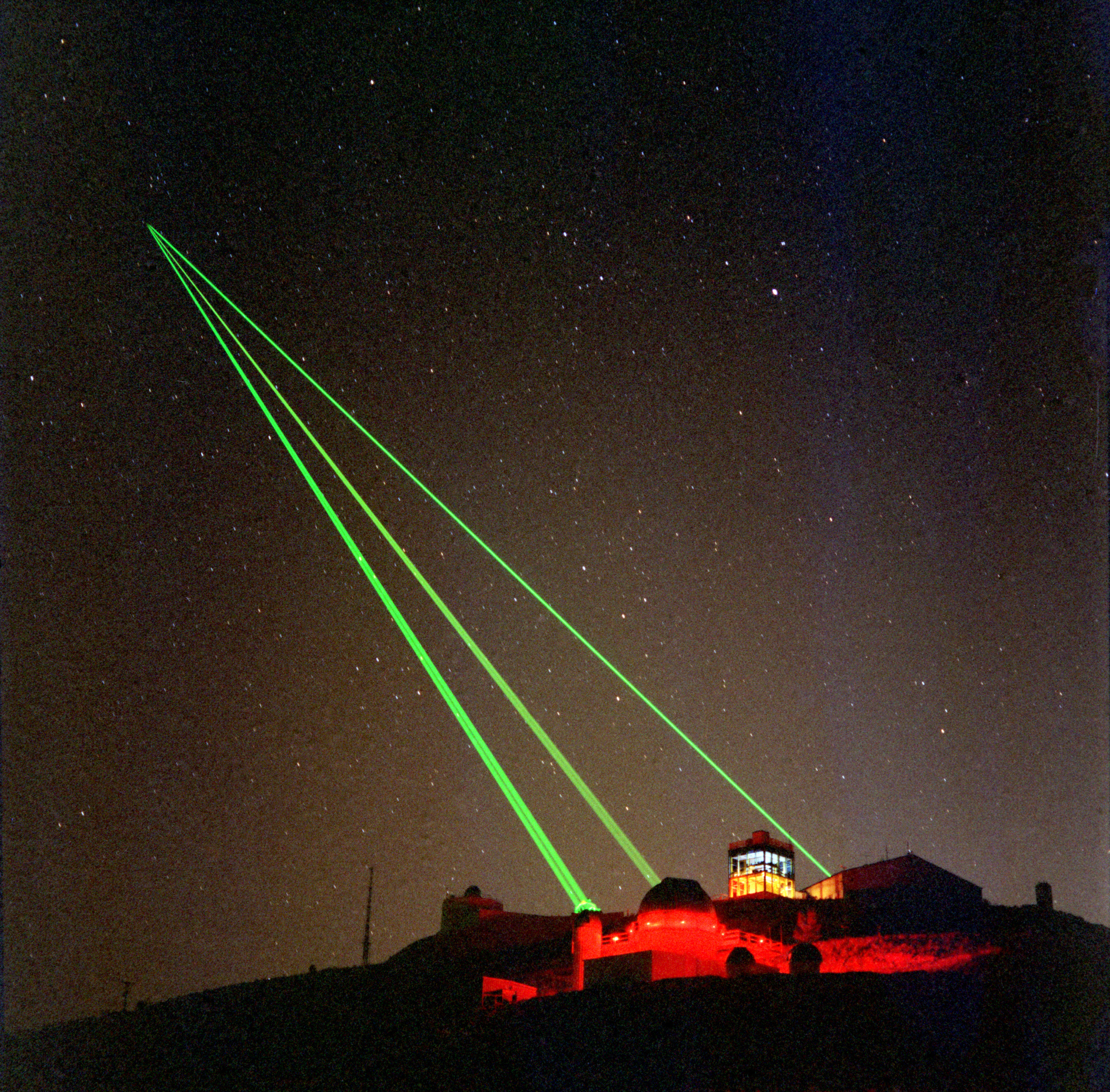
تم إطلاق ثلاثة أشعة ليزر خضراء في مكان واحد في السماء من مجموعة نار النجوم الضوئية

تشتمل المعدات البصرية على تلسكوب يبلغ قطره 3.5 متر وهو «أحد أكبر التلسكوبات في العالم المزود ببصريات تكيفية مصممة لتتبع الأقمار الصناعية».

## الغرض
```
هو إجراء أبحاث لإستخدام 
البصريات
 التكيفية لإزالة تأثيرات التلألؤ (
الاضطراب الجوي
). الاضطراب يتداخل مع سلامة شعاع 
الليزر
 على المسافات حيث يتم استخدام الليزر للاتصالات ذات النطاق الترددي العالي لمسافات طويلة والدقة في توصيل الليزر بالهواء أمر مهم لسلامة البيانات.
[
2
]
```

ويشكل التلألؤ أيضًا مشكلة في تطوير أشعة الليزر المسلحة، مثل الليزر المحمول جوا الذي تم تطويره لاعتراض الصواريخ الباليستية العابرة للقارات.

## التطورات
ووفقا لمقال نشر في 3 مايو 2006 في صحيفة نيويورك تايمز تجري الأبحاث في المختبر حول كيفية استخدام أشعة الليزر الأرضية لتعطيل الأقمار الصناعية وهذا يعتبر سلاح مضاد للأقمار الصناعية.